# Онслоу, Руперт, 8-й граф Онслоу
Руперт Чарльз Уильям Буллард Онслоу, 8-й граф Онслоу (англ. Rupert Charles William Bullard Onslow, 8th Earl of Onslow ; род. 16 июня 1967) — британский дворянин и потомственный пэр. Он носил титул учтивости — виконт Крэнли с 1971 по 2011 год.
Титулы: 8-й граф Онслоу из Онслоу, Шропшир (с 14 мая 2011 года), 8-й виконт Крэнли из Крэнли, графство Суррей (с 14 мая 2011), 11-й барон Онслоу из Онслоу, Шропшир и Уэст-Кнэндона, Суррей (с 14 мая 2011), 8-й барон Крэнли из Имбер-Корта, Суррей (с 14 мая 2011), 12-й баронет Онслоу (с 14 мая 2011 года).

## Биография
Родился 16 июня 1967 года. Единственный сын Майкла Уильяма Коплстоуна Диллона Онслоу, 7-го графа Онслоу (1938—2011), и Робин Линдси Буллард. Он получил образование в Итонском колледже, Университете Западного Кентукки и Королевском колледже Лондона, который он окончил со степенью бакалавра гуманитарных наук в 1990 году.
Руперт Онслоу (тогда виконт Крэнли) женился на Ли Джонс-Фенли (ныне графине Онслоу) 10 сентября 1999 года, выпускнице женского колледжа Челтнема. У них есть один ребенок:
- Леди Олимпия Патрисия Мэй-Роуз Онслоу (род. 7 июля 2003)[4].

14 мая 2011 года Руперт Онслоу стал 8-м графом Онслоу после смерти своего отца Майкла Онслоу, 7-го графа Онслоу.
Лорд Онслоу живет, владеет и управляет сельскохозяйственным поместьем Клэндон-Парк. В апреле 2015 года Клэндон-хаус сгорел, и в том же году Онслоу заявил, что хочет, чтобы здание осталось в виде оболочки, а деньги по страховке были потрачены на Вентворт Вудхаус, которому требовалась помощь. Однако Маркус Бинни из SAVE не согласился, заявив: «Было бы ужасной тратой оставить его в руинах. Что касается траты денег в другом месте, вам очень повезет, если правительство не потратит их на Палаты парламента». К 2017 году лорд Онслоу все еще оспаривал планы Национального фонда превратить руины в центр для посетителей, заявив, что «трасту было бы лучше потратить деньги по страховке на покупку и сохранение еще одного объекта, находящегося под угрозой исчезновения».
Онслоу специализируется на страховании изобразительного искусства; он является андеррайтером изобразительного искусства в The Channel Syndicate в Lloyd’s. В свободное время он занимается верховой ездой, фотографией и стрельбой.

## Титулы
- 1967—1971 — Достопочтенный Руперт Онслоу
- 1971—2011 — Виконт Крэнли.
- 2011 — настоящее время — Досточтимый граф Онслоу.